# Chrysoprasis bipartita
Chrysoprasis bipartita är en skalbaggsart som beskrevs av Dmytro Zajciw 1963. Chrysoprasis bipartita ingår i släktet Chrysoprasis och familjen långhorningar. Inga underarter finns listade i Catalogue of Life.